# Abtsteinach
Abtsteinach är en kommun och ort i Kreis Bergstraße i Regierungsbezirk Darmstadt i förbundslandet Hessen i Tyskland. Kommunen bildades 31 december 1971 genom en sammanslagning av de tidigare kommunerna Ober-Abtsteinach, Unter-Abtsteinach och Mackenheim..